# 中華門駅
中華門駅（ちゅうかもん-えき）は、中華人民共和国江蘇省南京市雨花台区にある、中国鉄路総公司（CR）の鉄道駅であると同時に、南京地下鉄の駅で、1号線と8号線（計画中）が乗り入れ、両路線の接続駅となっている。

## 乗り入れ路線
中国鉄路総公司
寧銅線
南京地下鉄
 1号線

## 歴史
- 1935年 - 江南線(寧銅線の前身)が中華門駅として開業。
- 2001年 - 南京南駅に改称。
- 2005年8月12日 - 南京地下鉄1号線が開業。
- 2011年1月6日 - 高速鉄道の南京南駅の開業に伴い、寧銅線の駅はもとの中華門駅に改称。
- 2013年
  - 3月5日 - 中国国鉄解体。
  - 3月14日 - 中国鉄路総公司が発足。中国国鉄の駅は中国鉄路総公司の駅となる。

## 駅構造

### 中国鉄路総公司
対面式ホーム1面1線と島式ホーム1面2線を有する地上駅。

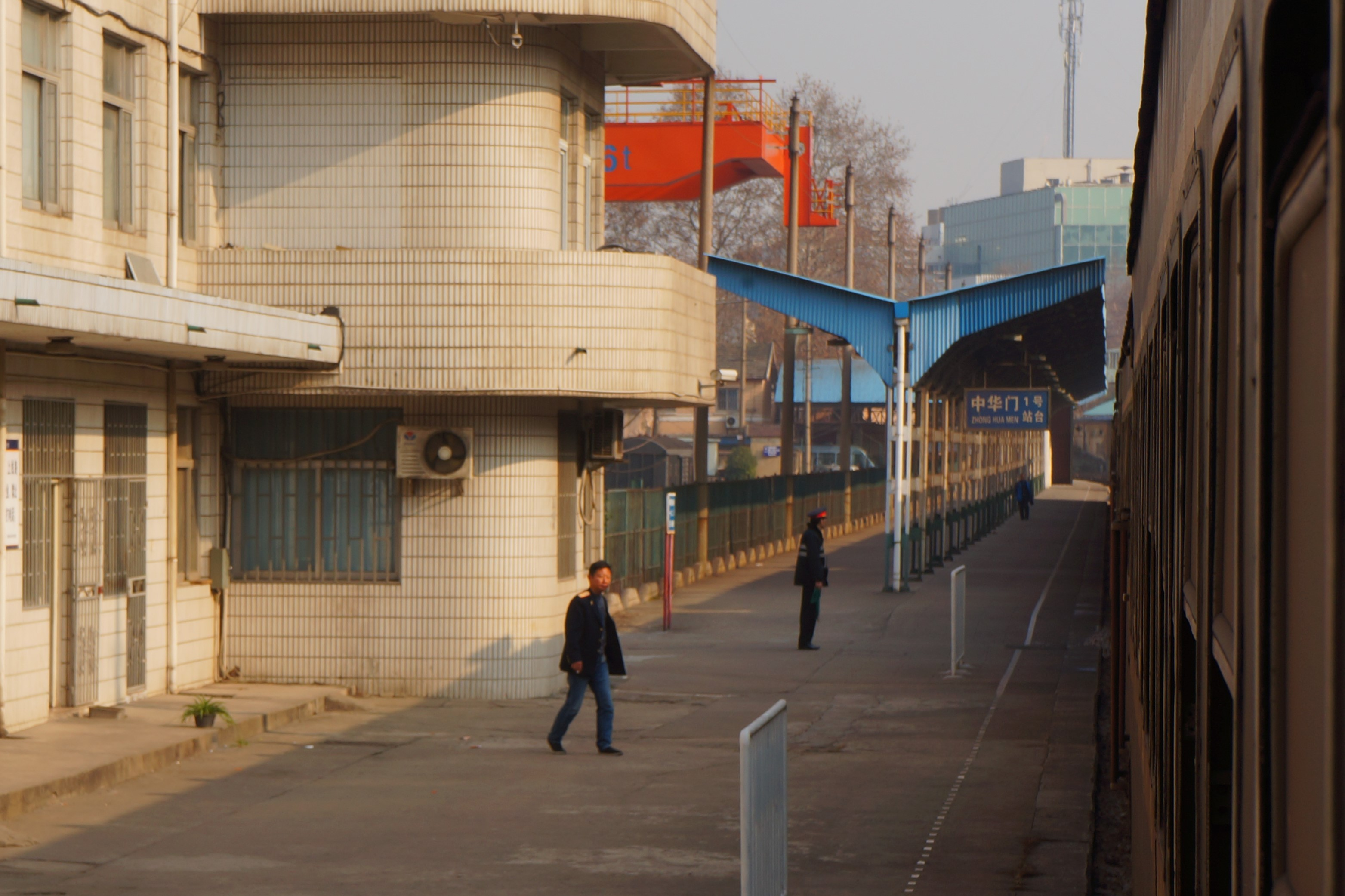
プラットホーム

### 南京地下鉄
島式ホーム1面2線を有する高架駅。

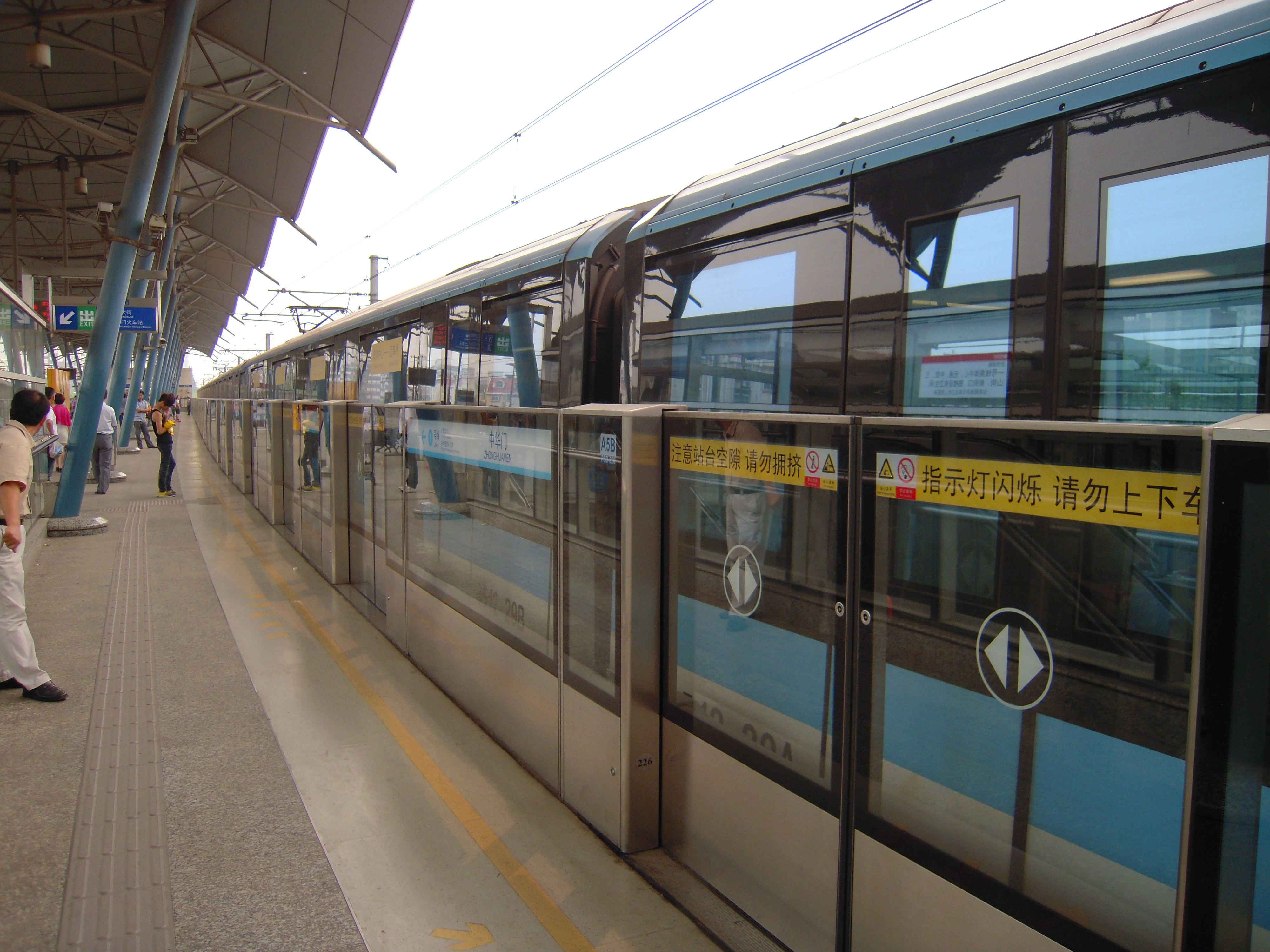
ホームドア付きプラットホーム

## 駅周辺
- 中華門城堡
- 中華門汽車站
- 雨花台烈士陵園（中国語版）

## 隣の駅
中国鉄路総公司
寧銅線
光華門駅 - 中華門駅 - 西善橋駅
南京地下鉄
 1号線
三山街駅 - 中華門駅 - 安徳門駅